# Eifion Lewis-Roberts

a Compétitions nationales et continentales officielles uniquement.

b Matchs officiels uniquement.
Dernière mise à jour le 11 juillet 2023.
Eifion Lewis-Roberts, né le 13 février 1981 à St Asaph (Denbighshire), est un joueur international gallois de rugby à XV jouant au poste de pilier gauche.

## Carrière

### En club
Durant la saison 2011-2012, le RC Toulon atteint la finale du Challenge européen. Pour cette rencontre face au Biarritz olympique, Eifion Lewis-Roberts est sur le banc des remplaçants puis entre en jeu, mais son équipe est battue 21-18,. Puis, le RCT est finaliste du Championnat de France mais s'incline face au Stade toulousain sur le score de 18 à 12. Lewis-Roberts était également titulaire pour cette finale.
Selon le quotidien français L'Équipe, il aurait été contrôlé positif à la morphine et à la pseudoéphédrine lors de la dernière finale du Top 14 disputée face à Toulouse en 2012. Il était joueur du RC Toulon au moment des faits. Cependant, il est finalement innocenté par la suite

### En équipe nationale
Il a honoré sa première cape internationale en équipe du Pays de Galles le 14 novembre 2008 contre l'équipe du Canada.

## Statistiques en équipe nationale
- 1 sélection en équipe du pays de Galles
- 0 essai (0 points)
- Sélections par année : 1 en 2008

## Palmarès

### En club
- Sale Sharks
  - Vainqueur du Championnat d'Angleterre en 2006
- RC Toulon
  - Finaliste du Challenge européen en 2012
  - Finaliste du Championnat de France en 2012